# 仲权镇
仲权镇，是中华人民共和国四川省自贡市自流井区下辖的一个乡镇级行政单位。

## 行政区划
仲权镇下辖以下地区：
双石铺社区、全胜村、黄家村、永胜村、宏伟村、百胜村、朱山村、银河村、建设村、竹元村、群光村和仲权村。